# Dieter Lesage
Dieter Lesage (Roeselare, 1966) is een Belgisch cultuurfilosoof, woonachtig in Berlijn, waar hij in april 2021 ook de Duitse nationaliteit verworven heeft. Hij is als docent filosofie, politieke theorie en artistiek onderzoek verbonden aan het Royal Institute for Theatre, Cinema & Sound (RITCS), een School of Arts van de Erasmushogeschool Brussel. In zijn onderzoek staan thema’s als hegemonie, representatie, arbeid en gemeenschap in kunst en politiek centraal.

## Biografie
Lesage studeerde filosofie aan de Katholieke Universiteit Leuven van 1984 tot 1988 en werd daarna aspirant-navorser bij het Nationaal Fonds voor Wetenschappelijk Onderzoek. Van 1988 tot 1990 was hij 'étudiant libre' bij Jacques Derrida aan de École des Hautes Études en Sciences Sociales in Parijs en promoveerde in 1993 aan het Hoger Instituut voor Wijsbegeerte te Leuven met het proefschrift Namen als gezichten. Een consolidatietheorie van de eigennaam. In 1994 was hij wetenschappelijk attaché aan het Centrum voor Europese Cultuur van de Koninklijke Vlaamse Academie van België voor Wetenschappen en Kunsten. Van 2003 tot 2005 was hij gastprofessor aan het Piet Zwart Instituut van de Willem De Kooning Academie (Hogeschool Rotterdam), in 2007 Visiting Professor aan het Institut für Kulturtheorie van de Leuphana Universität Lüneburg. Van 2010 tot 2014 was hij als onderzoeker verbonden aan de Vrije Universiteit Brussel. In 2010 was hij stichtend lid van de Internationale Society for Artistic Research (Bern). Tussen 2013 en 2015 was hij directeur van de media- en theaterschool RITCS.